# Masters de Roma 2003
El Internazionali BNL d'Italia 2003 fue la edición del 2003 del torneo de tenis Masters de Roma. El torneo masculino fue un evento de los Masters Series 2003 y se celebró desde el 5 de mayo hasta el 11 de mayo.  El torneo femenino fue un evento de la Tier I 2003 y se celebró desde el 12 de mayo hasta el 18 de mayo.

## Campeones

### Individuales Masculino
Félix Mantilla vence a  Roger Federer, 7–5, 6–2, 7–6(10–8)

### Individuales Femenino
Kim Clijsters vence a  Amélie Mauresmo, 3–6, 7–6(7–3), 6–0

### Dobles Masculino
Wayne Arthurs /  Paul Hanley vencen a  Michaël Llodra /  Fabrice Santoro, 6–1, 6–3

### Dobles Femenino
Svetlana Kuznetsova /  Martina Navrátilová vencen a  Jelena Dokić /  Nadia Petrova, 6–4, 5–7, 6–2 